# ライジング・サン・ピクチャーズ
ライジング・サン・ピクチャーズ(Rising Sun Pictures)は、オーストラリアのVFX制作会社。1995年にトニー・クラーク、ウェイン・ルイス、ゲイル・フラーの3人によって設立され、2015年に『X-MEN:フューチャー&パスト』でアカデミー視覚効果賞にノミネート。2021年4月にアメリカのVFX会社フューズFX社(Fuse FX)に買収されたが、社名はそのまま残す形で運営されることとなった。社名の由来は、本社所在地アデレードにあったパブの店名からきている。
設立者のトニー・クラークは2004年に、他のエンジニア3人と共にビデオ同期ソフトウェアツールcineSyncを開発し、運営会社ライジング・サン・リサーチ(Rising Sun Research、現Cospective)を設立。2011年2月にアカデミー技術功労賞を受賞している。
オーストラリアの映画製作支援団体Ausfilmの一員である。

## 参加作品

### 映画

#### 1990年代～2000年代
- 1999年：『サイアム・サンセット』 Siam Sunset
- 2000年：『レッドプラネット』 Red Planet
- 2001年：『不倫の残り香』 Tempted
- 2002年：『クイーン・オブ・ザ・ヴァンパイア』 Queen of the Damned
- 2002年：『トエンティマン・ブラザーズ』 The Hard Word
- 2002年：『トレジャー・ハンター 一攫千金を狙え！』 The Nugget
- 2003年：『ザ・コア』 The Core
- 2003年：『ラスト サムライ』 The Last Samurai
- 2003年：『ロード・オブ・ザ・リング/王の帰還』 The Lord of the Rings: The Return of the King
- 2003年：『ペイチェック 消された記憶』 Paycheck
- 2004年：『スカイキャプテン ワールド・オブ・トゥモロー』 Sky Captain and the World of Tomorrow
- 2005年：『巨大怪物 マンシング』 Man-Thing
- 2005年：『バットマン ビギンズ』 Batman Begins
- 2005年：『グレート・レイド 史上最大の作戦』 The Great Raid
- 2005年：『ハリー・ポッターと炎のゴブレット』 Harry Potter and the Goblet of Fire
- 2006年：『スーパーマン リターンズ』 Superman Returns
- 2006年：『シャーロットのおくりもの』 Charlotte's Web
- 2006年：『ブラッド・ダイヤモンド』 Blood Diamond
- 2007年：『ミムジー 〜未来からのメッセージ〜』 The Last Mimzy
- 2007年：『28週後...』 28 Weeks Later
- 2007年：『ハリー・ポッターと不死鳥の騎士団』 Harry Potter and the Order of the Phoenix
- 2007年：『光の六つのしるし』 The Seeker: The Dark is Rising
- 2008年：『パラサイト・バイティング 食人草』 The Ruins
- 2008年：『スピード・レーサー』 Speed Racer
- 2008年：『ナルニア国物語/第2章:カスピアン王子の角笛』 The Chronicles of Narnia: Prince Caspian
- 2008年：『ゲット スマート』 Get Smart
- 2008年：『オーストラリア』 Australia
- 2008年：『ザ・スピリット』 The Spirit
- 2009年：『ウルヴァリン:X-MEN ZERO』 X-Men Origins: Wolverine
- 2009年：『ターミネーター4』 Terminator Salvation
- 2009年：『ハリー・ポッターと謎のプリンス』 Harry Potter and the Half-Blood Prince
- 2009年：『小さな村の小さなダンサー』 Mao's Last Dancer
- 2009年：『かいじゅうたちのいるところ』 Where the Wild Things Are
- 2009年：『マイケル・ジャクソン THIS IS IT』 This Is It

#### 2010年代
- 2010年：『魔法使いの弟子』 The Sorcerer's Apprentice
- 2010年：『パラノーマル・アイランド』 Uninhabited
- 2010年：『ウェイバック -脱出6500km-』 The Way Back
- 2010年：『ハリー・ポッターと死の秘宝 PART1』 Harry Potter and the Deathly Hallows: Part 1
- 2011年：『ドラゴン・パール 謎の皇帝のドラゴンボール』 The Dragon Pearl
- 2011年：『パイレーツ・オブ・カリビアン/生命の泉』 Pirates of the Caribbean: On Stranger's Tides
- 2011年：『グリーン・ランタン』 Green Lantern
- 2011年：『ハリー・ポッターと死の秘宝 PART2』 Harry Potter and the Deathly Hallows: Part 2
- 2012年：『センター・オブ・ジ・アース2 神秘の島』 Journey 2: The Mysterious Island
- 2012年：『レッド・テイルズ』 Red Tails
- 2012年：『ハンガー・ゲーム』 The Hunger Games
- 2012年：『プロメテウス』 Prometheus
- 2013年：『俺たちスーパーマジシャン』 The Incredible Burt Wonderstone
- 2013年：『華麗なるギャツビー』 The Great Gatsby
- 2013年：『ウルヴァリン:SAMURAI』 The Wolverine
- 2013年：『ゼロ・グラビティ』 Gravity
- 2014年：『アイ・フランケンシュタイン』 I, Frankenstein
- 2014年：『X-MEN:フューチャー&パスト』 X-Men: Days of Future Past (アカデミー視覚効果賞ノミネート)
- 2014年：『ハンガー・ゲーム FINAL: レジスタンス』 The Hunger Games: Mockingjay - Part 1
- 2014年：『ディバイナー 戦禍に光を求めて』 The Water Diviner
- 2014年：『セブンス・サン 魔使いの弟子』 Seventh Son
- 2015年：『PAN 〜ネバーランド、夢のはじまり〜』 Pan
- 2016年：『キング・オブ・エジプト』 Gods of Egypt
- 2016年：『X-MEN:アポカリプス』 X-Men: Apocalypse
- 2016年：『ターザン:REBORN』 The Legend of Tarzan
- 2016年：『封神伝奇 バトル・オブ・ゴッド』 封神傳奇
- 2017年：『トリプルX:再起動』 xXx: The Return of Xander Cage
- 2017年：『LOGAN/ローガン』 Logan
- 2017年：『エイリアン: コヴナント』 Alien: Covenant
- 2017年：『マイティ・ソー バトルロイヤル』 Thor: Ragnarok
- 2017年：『ジオストーム』 Geostorm
- 2018年：『トゥームレイダー ファースト・ミッション』 Tomb Raider
- 2018年：『ピーターラビット』 Peter Rabbit
- 2018年：『ガーディアンズ 呪われた地下宮殿』 7 Guardians of the Tomb
- 2018年：『カイジ 動物世界』 動物世界
- 2018年：『アルファ 帰還りし者たち』 Alpha
- 2018年：『ザ・プレデター』 The Predator
- 2019年：『アリータ: バトル・エンジェル』 Alita: Battle Angel
- 2019年：『キャプテン・マーベル』 Captain Marvel
- 2019年：『ダンボ』 Dumbo
- 2019年：『X-MEN:ダーク・フェニックス』 Dark Phoenix
- 2019年：『スパイダーマン:ファー・フロム・ホーム』 Spider-Man: Far From Home
- 2019年：『フォードvsフェラーリ』 Ford v Ferrari

#### 2020年代
- 2020年：『ザ・ボーイ -残虐人形遊戯-』 Brahms: The Boy II
- 2021年：『モータルコンバット』 Mortal Kombat
- 2021年：『ブラック・ウィドウ』 Black Widow
- 2021年：『ジャングル・クルーズ』 Jungle Cruise

### テレビドラマ
- 2016年：ゲーム・オブ・スローンズ(シーズン6) Game of Thrones